# Vukašinovac
Vukašinovac (en serbe cyrillique : Вукашиновац) est un village de Serbie situé dans la municipalité d'Aleksinac, district de Nišava. Au recensement de 2011, il comptait 426 habitants.
Vukašinovac est situé à proximité de la route européenne E75, entre Ražanj et Aleksinac.

## Démographie

### Évolution historique de la population
| 1948 | 1953 | 1961 | 1971 | 1981 | 1991 | 2002 | 2011 |
| ---- | ---- | ---- | ---- | ---- | ---- | ---- | ---- |
| 831  | 851  | 849  | 738  | 641  | 593  | 512  | 426  |

|  |